# Urzędów
Urzędówⓘ é um município no leste da Polônia. Pertence à voivodia de Lublin, no condado de Kraśnik. É a sede da comuna urbano-rural de Urzędów.
Estende-se por uma área de 12,9 km², com 1 663 habitantes, segundo o censo de 31 de dezembro de 2021, com uma densidade populacional de 128,9 hab./km².

## Localização
No século XIV, era um assentamento comercial localizado na rota de Cracóvia para Vilnius, pertencia a uma unidade administrativa cujo centro era Sandomierz. Com a criação da voivodia de Lublin em 1474, Urzędów tornou-se uma parte importante da Terra de Lublin. Era uma cidade real da Coroa do Reino da Polônia.
Urzędów fica em um vale escavado nas colinas de Urzędów pelo rio Urzędówka. O ponto mais alto perto de Urzędów chega a 258 metros em Leszczyna. O mais baixo, em Bęczyn, está 176 metros acima do nível do mar. As bordas do vale são suavemente onduladas, com exceção de algumas encostas acima de Urzędówka e ravinas escavadas por águas de nascentes. O rio Urzędówka é um curso d'água relativamente estreito que flui abaixo da vila de Wilkołacz em uma bacia bastante ampla. No final do século XVIII, formava uma planície de inundação significativa que defendia a cidade por três lados e era chamada de lago. Havia até mesmo uma guilda de pescadores na antiga Urzędów.
O rio era constantemente abastecido com água de várias nascentes encontradas ao longo de suas margens. Mesmo no inverno, é possível encontrar fontes não congeladas. O rio deságua no rio Wyżnica e, com ele, no rio Vístula. Urzędów se estende por 8 km ao longo do rio e consiste no próprio assentamento e nos subúrbios − Góry, Rankowski, Mikuszewski e Bęczyna, na margem direita, e as ruas Zakościelny e Wodna, antiga Krakowskie Przedmieście, na margem esquerda. Sete estradas ligam Urzędów a Kraśnik e Opole Lubelskie (estrada provincial n.º 833), Józefów nad Wisłą, Wilkołaz e Dzierzkowice, por onde passava a antiga estrada de Cracóvia a Lublin, de lá para a Lituânia e Bielorrússia.

## Demografia
Conforme os dados do Escritório Central de Estatística da Polônia (GUS) de 31 de dezembro de 2022, Urzędów é uma cidade muito pequena com uma população de 1 688 habitantes (46.º lugar na voivodia de Lublin e 911.º na Polônia), tem uma área de 12,9 km² (32.º lugar na voivodia de Lublin e 495.º lugar na Polônia) e uma densidade populacional de 131 hab./km² (46.º lugar na voivodia de Lublin e 911.º lugar na Polônia). Nos anos 2002–2021, o número de habitantes aumentou 88,5%.
Os habitantes de Urzędów constituem cerca de 1,81% da população do condado de Kraśnik, constituindo 0,08% da população da voivodia de Lublin.
| Descrição                         | Total      | Total    | Mulheres   | Mulheres | Homens     | Homens   |
| --------------------------------- | ---------- | -------- | ---------- | -------- | ---------- | -------- |
| unidade                           | habitantes | %        | habitantes | %        | habitantes | %        |
| população                         | 1 688      | 100      | 859        | 50,9     | 829        | 49,1     |
| superfície                        | 12,9 km²   | 12,9 km² | 12,9 km²   | 12,9 km² | 12,9 km²   | 12,9 km² |
| densidade populacional (hab./km²) | 131        | 131      | 66,7       | 66,7     | 64,3       | 64,3     |

## História
Os primeiros relatos históricos sobre a vila datam de 1405, quando o rei Ladislau II Jagelão fundou Urzędów com base em um antigo assentamento mercantil. A movimentada rota comercial que ligava a capital da Polônia − Cracóvia com a Lituânia e a Rutênia, onde ficava Urzędów, favoreceu o desenvolvimento da cidade. Em 1425, uma paróquia foi criada e, com o estabelecimento da voivodia de Lublin em 1474, Urzędów tornou-se a sede das autoridades de um vasto condado, dentro do qual havia 35 paróquias. Aqui se realizavam as assembleias dos conselhos regionais de Lublin, o tribunal fundiário e, provavelmente, durante um certo período (no século XV) também o tribunal municipal.
Em 1548, Mikołaj Rej recebeu o cargo de prefeito.
Os anos 1550−1625 foram o período de desenvolvimento da cidade de Urzędów. Durante este período, 63 alunos foram educados na Academia de Cracóvia. Nos séculos XVI e XVII, Urzędów tinha o direito de eleger 2 deputados para o parlamento em Varsóvia. Foi aqui que os conselhos regionais da voivodia de Lublin foram realizados. Em 1648, a cidade foi saqueada e destruída pelos cossacos de Chmielnicki. Os habitantes foram dizimados pelas guerras em curso e pelas epidemias que as acompanhavam. Em 1657, Urzędów foi ocupada pelo exército sueco de Carlos X Gustavo e pelo exército húngaro de Rákóczi. A cidade foi completamente saqueada, as igrejas do Espírito Santo e de Santa Isabel foram incendiadas. No século XVIII, Urzędów foi classificada como uma das menores cidades agrícolas reais. Com a queda da República das Duas Nações, o condado administrativo deixou de existir e, em 13 de janeiro de 1870, Urzędów foi privada de seus direitos municipais.
Durante a ocupação nazista, em março ou maio de 1941, os alemães criaram um gueto para residentes judeus. Cerca de 600 judeus ficaram lá. Em outubro de 1942, eles foram deportados para o gueto de Budzyń e o gueto de Kraśnik, de onde foram enviados para o campo de extermínio de Bełżec.
Em 28 de julho de 1944, o Exército Vermelho entrou na cidade.
Nos anos 1954−1974 a aldeia pertenceu e foi sede das autoridades da gromada de Urzędów. Nos anos 1975−1998, a cidade estava localizada na então voivodia de Lublin.
Em 1 de janeiro de 2016, Urzędów recuperou os direitos de cidade; a aldeia de Zakościelne foi incorporada em suas fronteiras, após o que a população de Urzędów aumentou de 1 107 para 1 690 habitantes.

## Educação
Instituições educacionais:
- Jardim de infância público, rua Wodna 34[14]
- Escola primária, rua Wodna 24[15]
- Complexo de escolas secundárias Władysława Jagiełła, rua Wodna 24[15]
- Complexo de Escolas e Centro de Formação Profissional e Continuada Orląt Lwowskich, rua Wodna 34[16]

## Instalações turísticas
- Santuário de Santa Odília[17]
- Muralhas defensivas
- Sinagoga
- Cemitério judeu
- Igreja paroquial de São Nicolau e Santa Odília, rua Kościelna 1[18]
- Centro de cerâmica
- Observatório astronômico[19]

## Esporte
- Clube de futebol GKS “Orzeł” Urzedów[20]

Monumentos e atrações turísticas
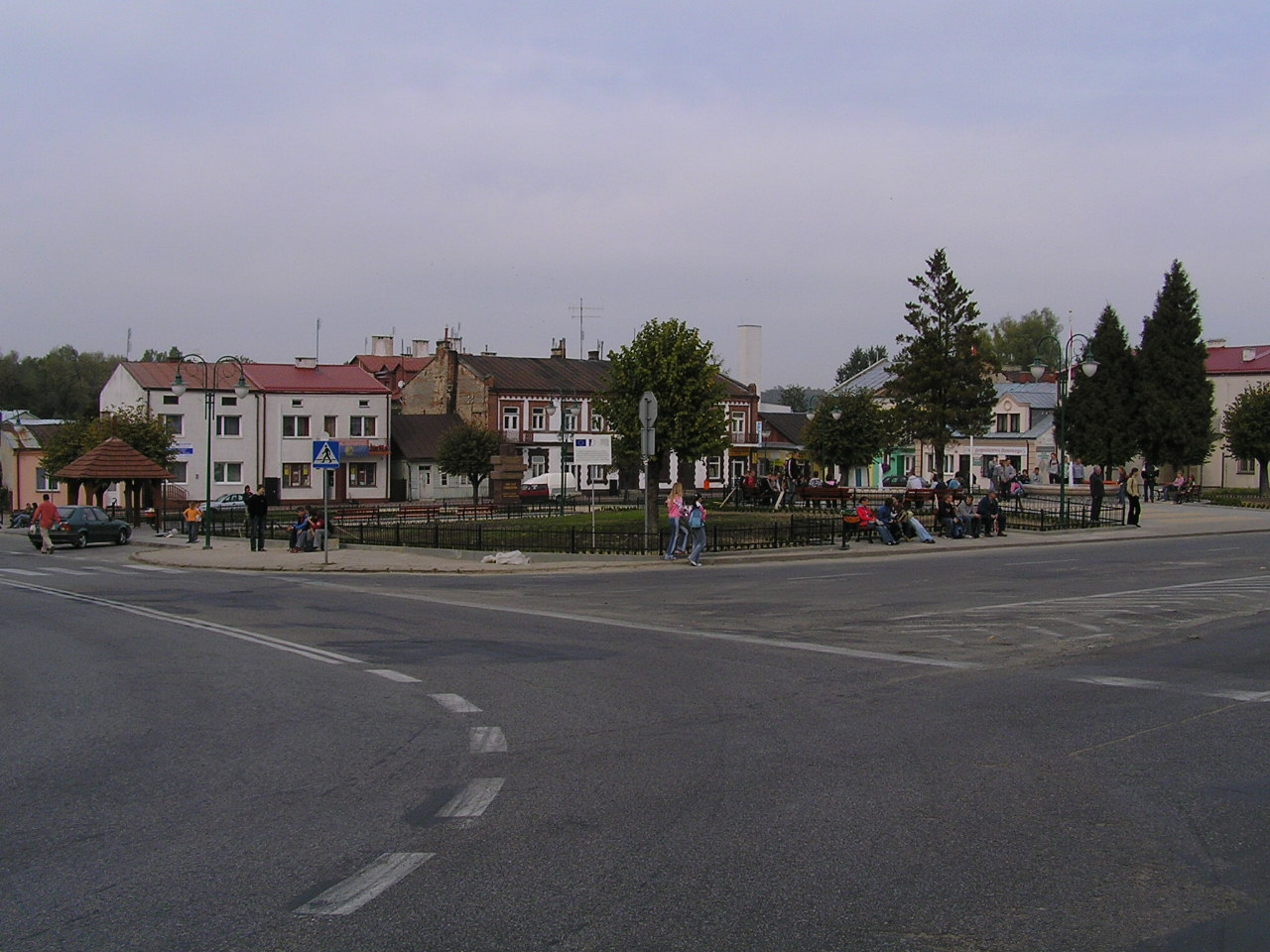
Praça principal
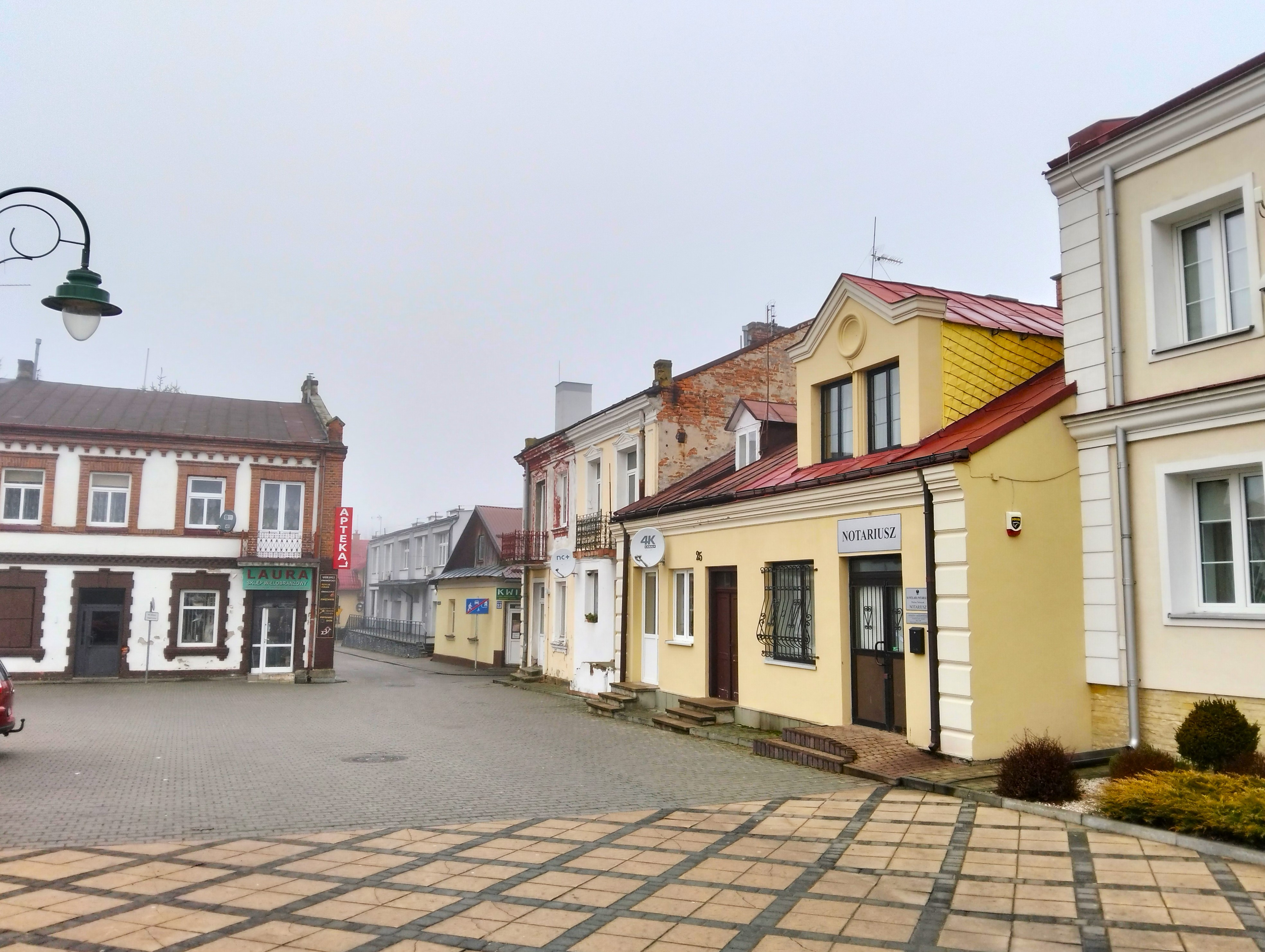
Casas na praça principal
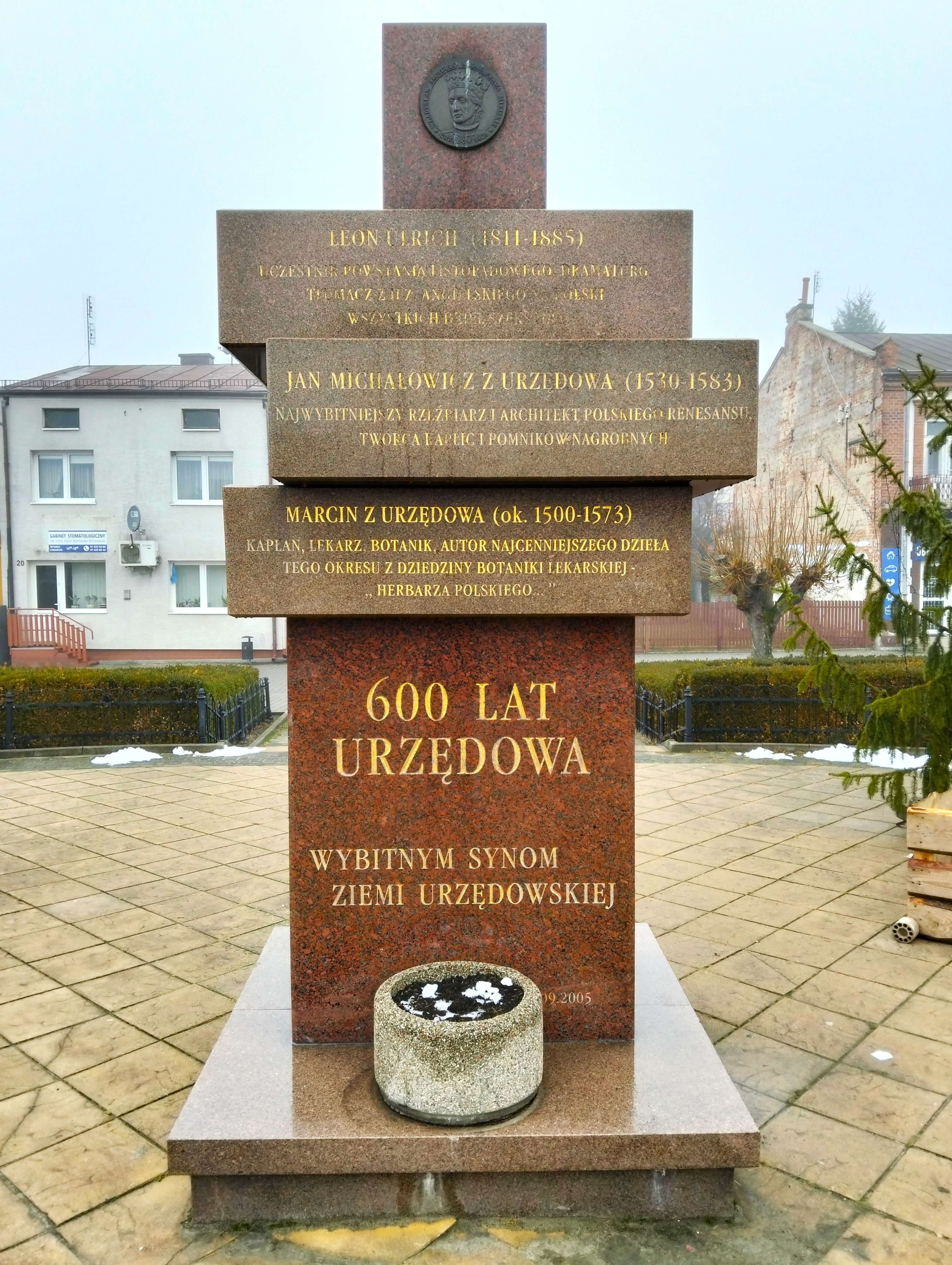
Monumento aos “Filhos Notáveis da Terra de Urzędów”
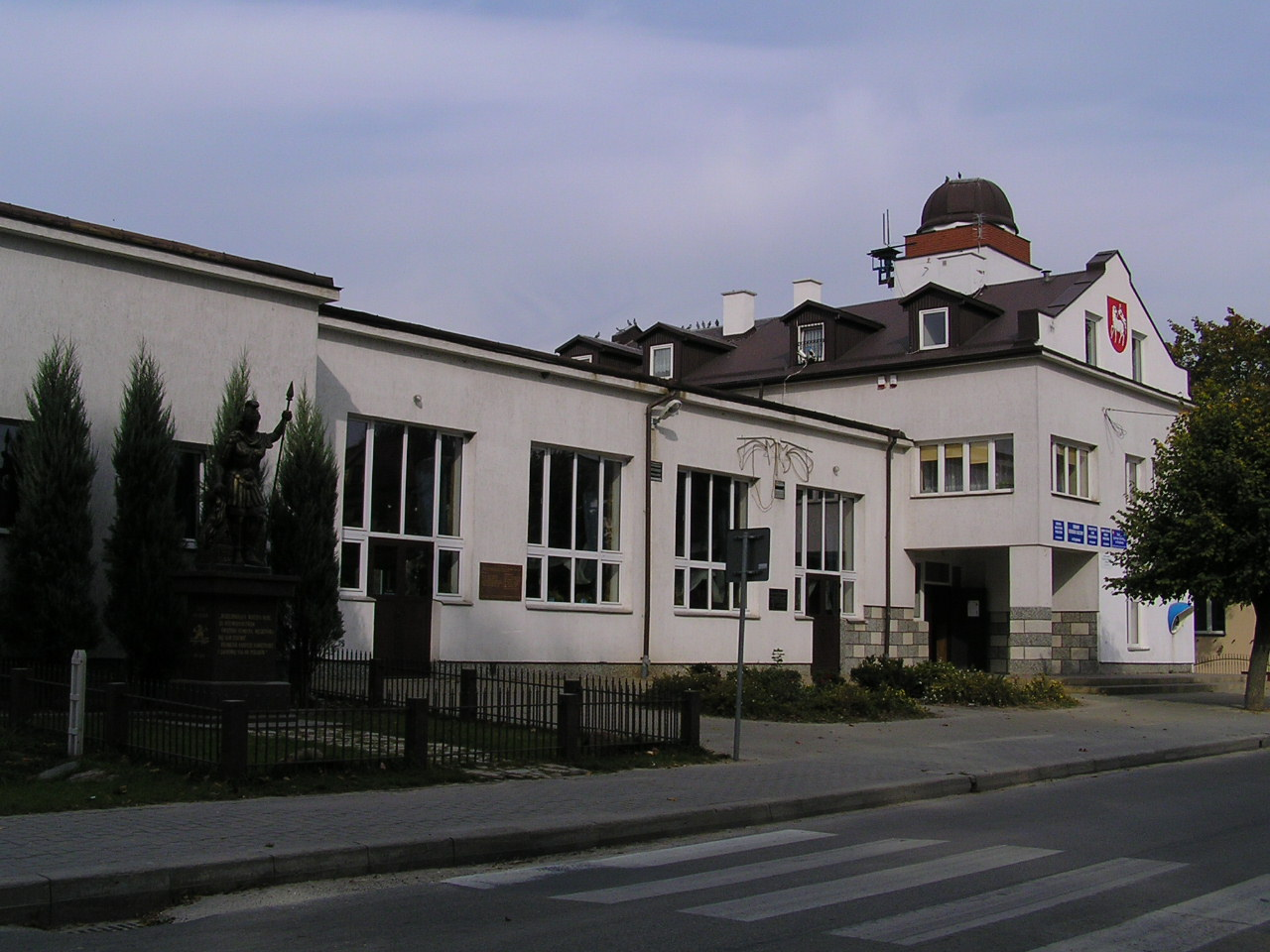
Centro Cultural Municipal
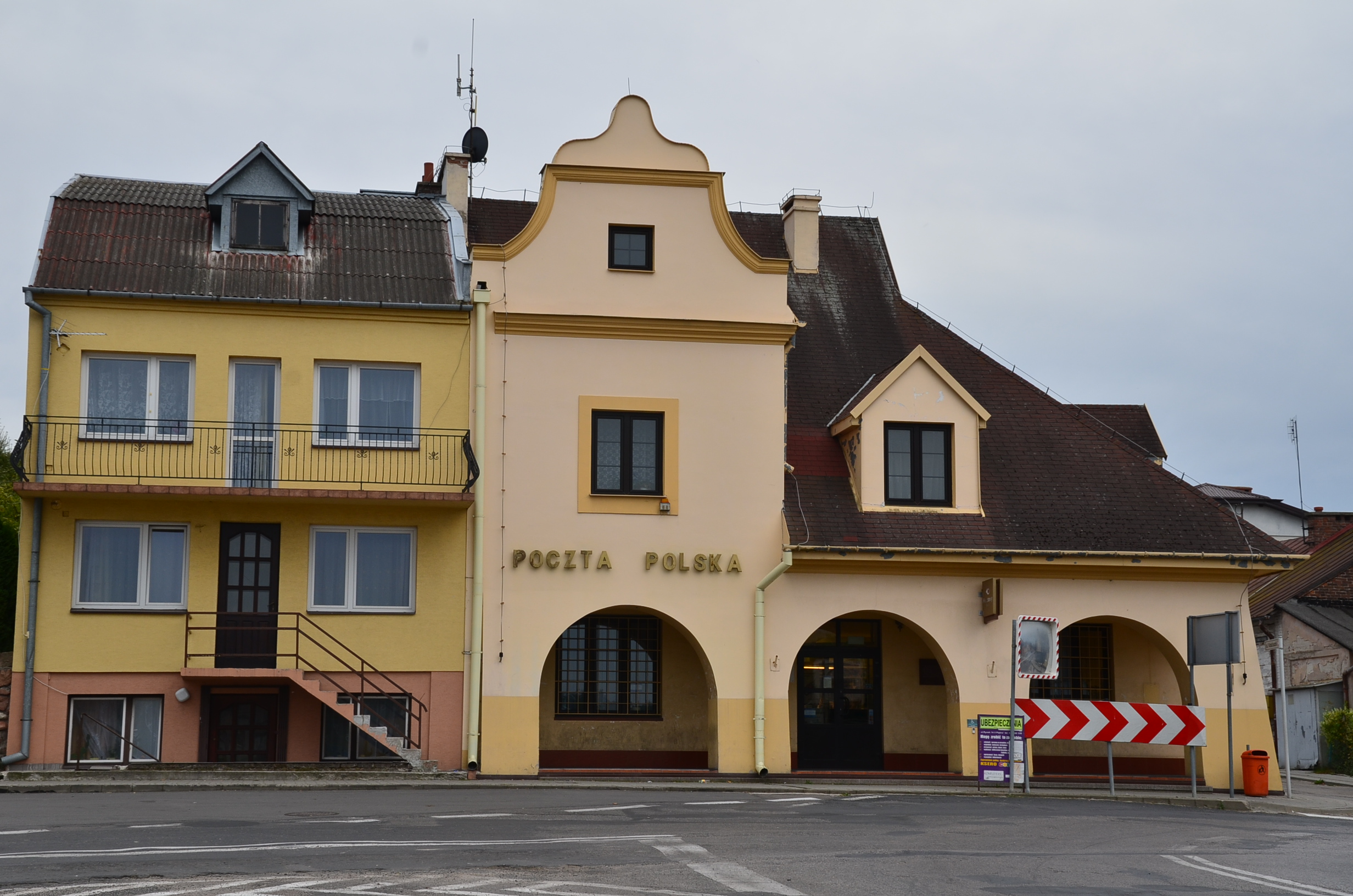
Edifício dos Correios